# Чикашка школа (социологија)
У социологији и касније криминологији, Чикашка школа (која се понекад назива Еколошка школа) подразумева интелектуалну заједницу коју су чинили предавачи и истраживачи са Катедре за социологију Универзитета у Чикагу од краја 19. века. Оснивачем се сматра Албион Смол, а највећа достигнућа су остварена у периоду тзв. друге генерације која је деловала током 1920-их и 1930-их година. Водећи истраживачи Чикашке школе су Роберт Езра Парк, Ернест Вотсон Барџес, Луис Вирт и други.
Чикашка школа се специјализовала за Социологију града и истраживање у градском окружењу, које је комбиновало теорију и етнографски теренски рад.

## Допринос
- Институционализација социологије,
- Теоријски развој социологије,
- Утемељење социологије града као нове социолошке дисциплине,
- Увођење нових методолошких поступака.